# Osgiliath
Osgiliath er en by i Gondor ved floden Anduin i J.R.R. Tolkiens fiktive univers i bogen om Hobbitten og trilogien om Ringenes Herre, samt i Peter Jacksons filmatisering af sidstnævnte. Den blev grundlagt af kong Isildur og hans bror kong Anarion i år 3429 i den Anden Alder. Den blev grundlagt midt imellem de store gondorianske byer Minas Tirith (dengang Minas Anor) og Minas Morgul (dengang Minas Ithil, blev senere overtaget af Sauron). I Osgiliath er der adskillige broer over Anduin, som bevirkede let handel mellem de to storbyer. Osgiliath blev desuden gjort til Gondors hovedstad. Under kong Tarandors styre blev byen dog brændt ned af oprørere, og blev siden ramt af pesten kaldet Den Store Plage, hvorfor Minas Anor erstattede den som hovedstad. I år 2475 i Tredje Alder blev den resterende befolkning i Osgiliath jaget på flugt, da fjender fra Mordor (bl.a. den stærke ork race uruk-hai optræder her for første gang) indtog byen, og smadrede Den Store Bro over Anduin. Selvom disse fjender senere blev drevet væk af Boromir 1., søn af Denethor 1. (ikke at forveksle med Boromir 2. og Denethor 2., som fremgår i trilogien om Ringenes Herre), forblev Osgiliath en spøgelsesby.
I filmatiseringen af Ringenes Herre: De To Tårne kæmper Faramir og hans soldater mod Uruk-haier i Osgiliath, for at forpurre deres forsøg på at indtage byen. Også Frodo, Sam og Gollum er til stede under angrebet. Dette finder imidlertid ikke sted i Tolkiens bog af samme navn. I Ringenes Herre: Kongen Vender Tilbage kommer Faramir til Minas Tirith, hvor hans far, Denethor II, marsk af Gondor, har ventet ham. Da Denethor finder ud af, at Faramir ikke har taget ringen fra Frodo, for at bringe den til Minas Tirith, bliver han sur. Han siger da, at han ville ønske, at Faramir var død, og at hans ældre broder Boromir (som var omkommet under et angreb af Uruk-haier for kort tid siden) stadig var i live. Faramir bliver såret, og ønsker at vise sit værd, så da Denethor beder ham drage af sted for at bevogte Osgiliath, accepterer han det. Han vender senere hjem igen hårdt såret. Denethor er i den tro, at han er død. Da han ikke har flere sønner, og dette derfor betyder enden på hans æt, beslutter han at lade sig selv og Faramir brænde op. Troldmanden Gandalf, vagten Beregond og hobbitten Pippin når dog at redde Faramir ud af ilden, mens Denethor går op i flammer.